# رابیا گولچ
رابیا گولچ (انگلیسی: Rabia Guelec؛ متولد ۵ ژوئن ۱۹۹۴ در نورنبرگ) یک تکواندوکار آلمانی است. او نماینده آلمان در بازی‌های المپیک تابستانی ۲۰۱۶ ریودوژانیرو، در وزن ۶۷ کیلوگرم زنان بود. وی پس از شکست در مرحله یک چهارم نهایی مقابل نور تاتار از ترکیه، که نهایتاً برنده مدال برنز شد، در مکان نهم قرار گرفت.